# Latokari, Raumo
Latokari är en ö i Finland. Den ligger i Bottenhavet och i kommunen Raumo i den ekonomiska regionen  Raumo ekonomiska region i landskapet Satakunta, i den sydvästra delen av landet. Ön ligger omkring 49 kilometer söder om Björneborg och omkring 220 kilometer nordväst om Helsingfors.
Öns area är 1,8 hektar och dess största längd är 340 meter i sydväst-nordöstlig riktning.